# Тиквешки сборник
Тиквешкият сборник е среднобългарски ръкопис.

## История
Тиквешкият сборник е открит от Начо Начов, който го е получил от своя ученик в Солунската българска гимназия Христо Антов от село Мързен, Тиквешко. Антов твърдял, че го има от прадядо си.
Начов в три последователни тома на Сборник за народни умотворения – VІІІ, ІХ и Х, издава текста на ръкописа и цялостно научно изследване върху неговия език. Отделно Начов обнародва текстовете на „Физиолог“ и „Солунската легенда“. Ръкописът, както свидетелства Начо Начов (СбНУ ІХ, с. 115, бел. под линия) първоначално е бил подарен от Христо Антов на Солунската гимназия, откъдето Начов го взел, както той сам пише, „със знанието на библиотекаря“, за да го препише. Впоследствие Христо Антов се е установил да живее в София.
Начов предлага на Народната библиотека в София да измоли ръкописа от Христо Антов, което е и сторено. Реставриран, ръкописът се пази в Националната библиотека „Св. Кирил и Методий“, под сигнатура 677. В резултат на преписването се срещат различни езикови форми, което прави трудно датирането на сборника. Различните автори го отнасят към XV, XVI или XVII век. Начов смята, че той е бил преписан не по-рано от ХVІІ век, но „е преписван от друг по-стар текст“.
Сборникът съдържа „Солунската легенда“ – слово за Кирил като учител на българите. Авторът е изразил своето убеждение в месианската роля на българския народ и дълбокия си патриотизъм.